# Saint-Étienne-en-Coglès
Saint-Étienne-en-Coglès foi uma antiga comuna francesa na região administrativa da Bretanha, no departamento Ille-et-Vilaine. Estendia-se por uma área de 22,48 km². Em 2010 a comuna tinha 1 684 habitantes (densidade: 74,9 hab./km²).
Em 1 de janeiro de 2017, passou a formar parte da nova comuna de Maen Roch.